# BMW B57
Der BMW B57 ist ein Reihensechszylinder-Dieselmotor des Automobilherstellers BMW. Gemeinsam mit dem B37 (Reihendreizylinder-Dieselmotor) und dem B47 (Reihenvierzylinder-Dieselmotor) und den drei Ottomotoren B38 (Dreizylinder), B48 (Vierzylinder) und B58 (Sechszylinder) gehört der B57 zu den neuesten (Stand 2016) Baukastenmotoren von BMW. Die Baukasten-Motoren werden in BMW-Modellen und auch in MINI-Modellen eingesetzt. Der B57 tritt die Nachfolge des N57 an.

## Konstruktion
Der BMW B57 ist ein Reihensechszylinder-Dieselmotor mit Aluminium-Kurbelgehäuse (Motorblock), Common-Rail-Direkteinspritzung, Vierventiltechnik und bis zu vier Turboladern, die bei den Versionen unter 400 PS und in der Hochdruckstufe der 400 PS-Version eine variable Einlassgeometrie aufweisen.  Der Einspritzdruck liegt bei 2.500 bar. Die Verdichtung beträgt etwa 16 : 1.

### B57D30S0
Bei dieser Version mit vier Ladern, die im Jahr 2016 vorgestellt wurde, werden die zwei Niederdrucklader ab etwa 2.600/min von zwei Hochdruckladern ergänzt. Bei höheren Abgasdurchsätzen wird zur Verminderung des Abgasgegendrucks eine Regelklappe für den Parallelweg zur zweiten Hochdruckturbine geöffnet. Mindestens 90 Prozent des maximalen Drehmoments von 760 Nm liegen zwischen 1600 und 4100/min an. Nachdem dieser Motor seit Mitte des Jahres 2020 in Europa nicht mehr angeboten wird, wird der Leistungsbereich mit der überarbeiteten Dreilader-Version Alpina D5 S, die ebenso auf dem B57 aufbaut, abgedeckt.

### Überarbeitung 2020
Im zweiten Quartal 2020 wurden die Motoren überarbeitet, die Version mit einem Abgasturbolader entfiel. Mit der technischen Überarbeitung erlaubt die Einführung von Piezo-Injektoren der neuesten Generation eine Erhöhung des maximalen Einspritzdrucks auf 2.700 bar. Der kleinere Turbolader hat nun eine variable Turbinengeometrie. Zudem wird ein 48-Volt-Bordnetz samt 8 kW (11 PS) starkem Startergenerator eingesetzt. Die Motoren erfüllen nun die Euro 6d-Abgasnorm.

### Überarbeitung 2022
Im zweiten Quartal 2022 wurden die Motoren erneut überarbeitet. Im Zuge der technische Überarbeitung wurden Magnetventilinjektoren eingeführt und der maximale Einspritzdruck auf 2.500 bar reduziert. Anstelle von Aluminium- werden nun Stahlkolben verwendet. Zusätzlich wurde als weitere emissionssenkende Maßnahme eine neue Generation des 48-Volt-Mild-Hybrid-Systems eingeführt, welches nun 9 kW (12 PS) und bis zu 200 Nm Drehmoment liefert.

## Daten
| Motortyp | Hubraum          | Bohrung × Hub | Aufladung                                                                                           | Leistung bei 1/min       | Drehmoment bei 1/min                    | Einführung |
| -------- | ---------------- | ------------- | --------------------------------------------------------------------------------------------------- | ------------------------ | --------------------------------------- | ---------- |
| B57D30O0 | 3,0 l (2993 cm³) | 84 mm × 90 mm | 1 Turbolader, Ladeluftkühler                                                                        | 195 kW (265 PS) bei 4000 | 580 Nm bei 1750–2750                    | 07/2019    |
| B57D30O0 | 3,0 l (2993 cm³) | 84 mm × 90 mm | 1 Turbolader, Ladeluftkühler                                                                        | 195 kW (265 PS) bei 4000 | 620 Nm bei 2000–2500                    | 06/2015    |
| B57D30O2 | 3,0 l (2993 cm³) | 84 mm × 90 mm | 2 Turbolader: Niederdruck- und Hochdrucklader, einer mit variabler Turbinengeometrie                | 210 kW (286 PS) bei 4000 | 650 Nm bei 1500–2250                    | 07/2020    |
| B57D30T0 | 3,0 l (2993 cm³) | 84 mm × 90 mm | 2 Turbolader: Niederdruck- und Hochdrucklader, beide mit variabler Turbinengeometrie Ladeluftkühler | 235 kW (320 PS) bei 4000 | 680 Nm bei 1750–2250                    | Q4/2015    |
| B57D30T2 | 3,0 l (2993 cm³) | 84 mm × 90 mm | 2 Turbolader, beide mit variabler Turbinengeometrie                                                 | 250 kW (340 PS) bei 4400 | 700 Nm bei 1750–2250                    | Q2/2020    |
| B57D30S0 | 3,0 l (2993 cm³) | 84 mm × 90 mm | 4 Turbolader: 2 Niederdruck- und 2 Hochdrucklader, Ladeluftkühler                                   | 294 kW (400 PS) bei 4400 | 760 Nm bei 2000–3000, > 450 Nm bei 1000 | Q3/2016    |

## Verwendung

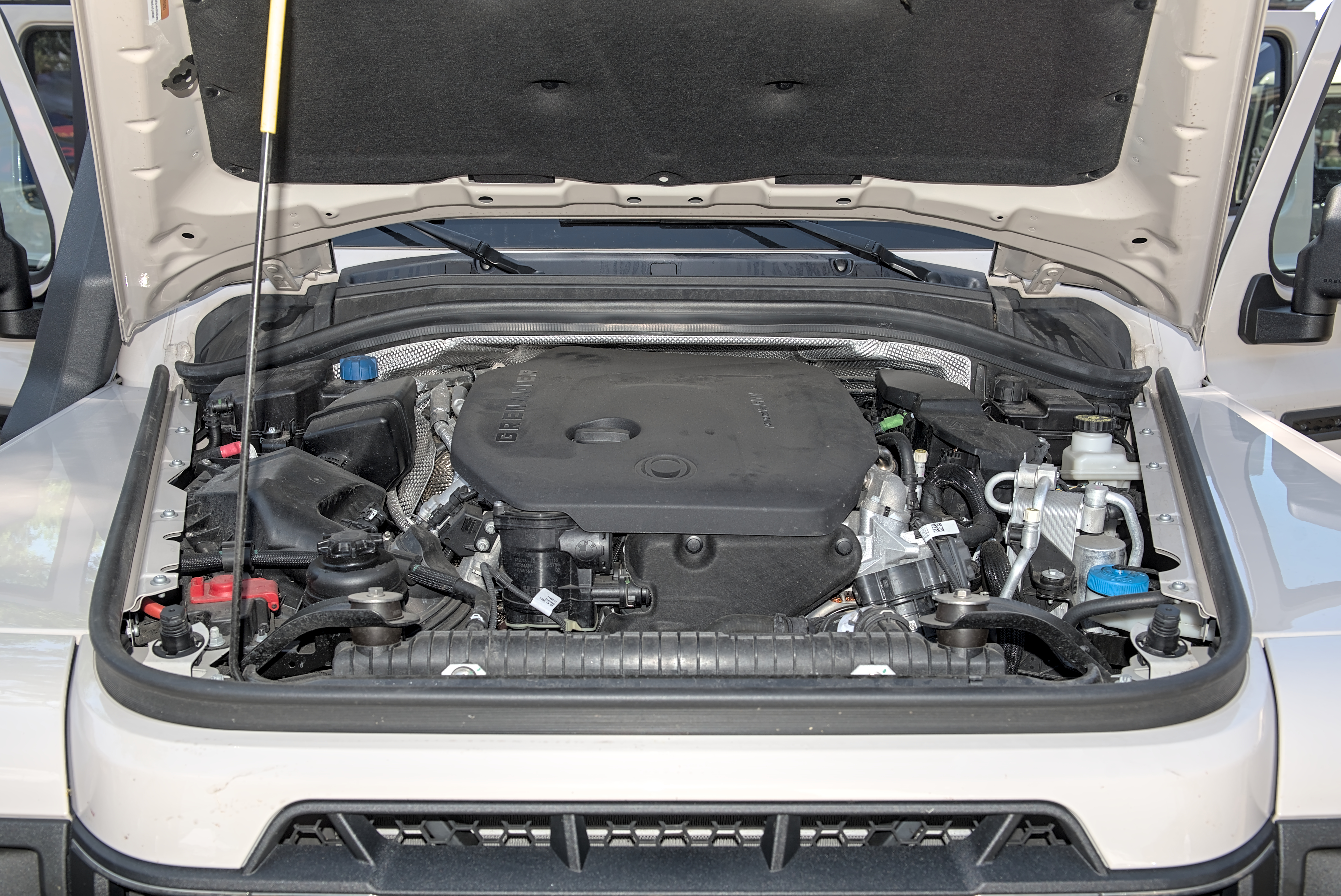
Motor im Ineos Grenadier Quartermaster

### B57D30O2 (183KW)
- Ineos Grenadier (seit 2022)
- Ineos Grenadier Quartermaster (seit 2023)

### B57D30O0 (195kW)
- BMW G11/G12 als 730d/Ld Limousine[14] (6/2015–6/2020)
- BMW G32 als 630d Gran Turismo (11/2017–6/2020)
- BMW G30 als 530d Limousine (seit 2/2017) sowie als G31 530d Touring (seit 5/2017)
- BMW G01 als X3 xDrive30d (11/2017–6/2020)
- BMW G05 als X5 xDrive30d (11/2018–6/2020)
- BMW G20/G21 als 330d (07/19-11/20) [580 Nm][15]

### B57D30O2 (210kW)
- BMW G05 als X5 xDrive30d (seit 7/20)[16]
- BMW G20 als 330d / 330d xDrive (11/2020)[17]
- BMW G30/G31 als 530d / 530d xDrive
- BMW G60 als 540d xDrive (ab 7/24)
- BMW G70 als 740d xDrive (seit 3/23)[18]
- BMW G01 als X3 xDrive30d (seit 08/2021)

### B57D30T0 (235kW)
- BMW G11/G12 als 740d / 740Ld[19]
- BMW G30/G31 als 540d xDrive (ab Q3/2017)
- BMW 6er Gran Turismo als 640d xDrive
- BMW G15 als 840d xDrive (ab 11/2018)
- Rosenbauer RT/RTX

### B57D30T0 (240kW)
- BMW G01 als X3 M40d (08/2018–06/2019)
- BMW G02 als X4 M40d (03/2018–06/2020)

### B57D30T2 (250kW)
- BMW G20/G21 als M340d xDrive (ab 04/2020)
- BMW G22 als M440d xDrive (ab 03/2021)
- BMW G05/G06 als X5/X6 40d xDrive (ab 04/2020)
- BMW G01 als X3 M40d (ab 08/2020)
- BMW G02 als X4 M40d (ab 08/2020)
- BMW G16 als 840d xDrive (ab 03/2022)
- BMW G30/G31 als 540d xDrive (ab Q2/2020)

### B57D30S0 (294kW)
Die Verwendung in Europa wurde in der zweiten Jahreshälfte 2020 aufgrund von in Europa veränderten politischen und gesellschaftlichen Rahmenbedingungen eingestellt.
- BMW G11/G12 als 750d / 750Ld
- BMW G30/G31 als M550d xDrive (ab Q3/2017)
- BMW G05 als X5 M50d (ab 11/2018)
- BMW G06 als X6 M50d (ab 11/2019)
- BMW G07 als X7 M50d (ab 03/2019 bis 12/2020)